# خیابان سمنگان
خیابان سمنگان با شماره‌گذاری معابر خیابان ۱۹۶۱ تهران یکی از خیابان‌های اصلی  محله نارمک تهران است. این خیابان که جهتی شمالی-جنوبی دارد از جنوب به خیابان شهید ثانی و از شمال به میدان رسالت منتهی میشود. سمنگان از خیابان اصلی میدان‌های غربی نارمک محسوب می‌شود.
دبیرستان کمال که از دبیرستانهای قدیمی تهران است در این خیابان قرار دارد.